# Fiktiv
|  | Sammenskrivningsforslag Artiklerne Fiktion, Fiktiv er foreslået sammenskrevet. (Siden december 2019) Diskutér forslaget |

 Der er for få eller ingen kildehenvisninger i denne artikel, hvilket er et problem. Du kan hjælpe ved at angive troværdige kilder til de påstande, som fremføres i artiklen.

At noget er fiktivt vil sige, at der er tale om noget fingeret, noget ikke-eksisterende og hyppigt i en bedragerisk eller skuffende forstand.

## Forvekslingsmuligheder
Ordet forveksles hyppigt med begrebet fiktionelt, hvilket betyder noget opdigtet, såsom f.eks. handlingen i en roman. Romaner henhører som bekendt under kategorien skønlitteratur, alle med fiktionelt indhold (på engelsk simpelthen fiction). På engelsk er forskellen klar. Der er nemlig dels et ord, der hedder fictitious og et, der hedder fiction. idet disse har hver deres respektive betydninger, som svarer til de her beskrevne. Væsner, lande, personer osv. der optræder i fiktion kan jævnfør denne terminologi karakteriseres som fiktionelle. 
Følgende eksempler kan illustrere forskellen:

### Korrekt brug af ordet fiktiv (engelsk: fictitious)
1. Bogholderen havde igennem mange år bedraget firmaet ved hjælp af regnskaber, der indeholdt fiktive posteringer og falske fakturaer, indeholdende fiktive varekøb. Derfor anede firmaets revisorer ikke uråd i lang tid. -
2. Hans havde ventet at få en mindre formue, da han solgte sin frimærkesamling med mange sjældne mærker. Desværre viste det sig, at handelsværdierne i frimærkekataloget for de enkelte frimærker var helt fiktive og ikke havde meget med realiteternes verden at gøre.
3. Olsen mente at være en velhavende mand, men hans på papiret anseelige formue var helt fiktiv, idet den bestod af nærmest værdiløse værdipapirer med et pålydende langt over kursværdien.

### Korrekt brug af ordet fiktion (engelsk: fiction)
Se kilde vedr. eksempel på korrekt brug som adjektiv (Videnskabsministeriet: Lars Beer Nielsen)
1. Prebens historie om, at grunden til at han kom så sent hjem fra arbejdet var presserende overarbejde, var ren fiktion, men det kunne Lisbeth jo ikke vide.
2. Tolkiens fiktionelle verden, Midgård, er primært befolket af hobbitter, orker, alfer, og andre opdigtede fantastiske væsener, men der optræder også mennesker som for eksempel høvdingesønnen Aragorn.
3. TV-fiktion er i dag den udsendelsestype, der har langt de fleste sendetimer i Danmarks Radio (OBS. denne påstands eventuelle rigtighed har intet at gøre med nærværende forklaring!).

Som en tommelfingerregel kan man sige, at hvis er tale om en mere eller mindre indforstået indbildning i form af en fortælling eller myte, så har man at gøre med begrebet fiktion. Hvis der derimod er tale et spørgsmål om, hvorvidt noget konkret er sandfærdigt eller fingeret, så er fiktiv det mest korrekte ord. Hvis man synes, det lyder bedre, kan det noget udansk klingende fiktionel eventuelt erstattes med ordet imaginær eller et foransat fantasi- (for eksempel fantasiven).